# Tournoi de Hong Kong de rugby à sept 2014
Navigation
2013 2015
Le Tournoi de Hong Kong de rugby à sept 2014 est la septième étape de la saison 2013-2014 de l'IRB Sevens World Series. Elle se déroule sur trois jours les 28, 29, et 30 mars 2014 au Hong Kong Stadium de Hong Kong.  L’événement accueille également le tournoi de qualification regroupant 12 équipes dont le vainqueur pourra participer au Seven World Series l'année suivante. Le tournoi principal est gagné par l'équipe de Nouvelle-Zélande qui bat l'Angleterre par 26 à 7.  Le Japon remporte le tournoi de qualification et aura le statut d’équipe permanente (core team) lors de la saison 2014/2015 du Seven World Series. Il remplacera la dernière équipe permanente du classement des IRB Sevens World Series 2013/2014.

## Équipes participantes
Seven World Series
Seize équipes participent au tournoi principal (quinze équipes qualifiées d'office plus une invitée) :
- Afrique du Sud
- Angleterre
- Argentine
- Australie
- Canada
- Écosse
- Espagne
- États-Unis
- France
- Fidji
- Pays de Galles
- Kenya
- Nouvelle-Zélande
- Portugal
- Samoa
- Sri Lanka (invitée)

Tournoi de qualification
12 équipes réparties en 3 poules participent au tournoi de qualification :
- Barbade
- Chili
- Îles Cook
- Hong Kong
- Italie (d)
- Japon
- Russie (d)
- Samoa américaines
- Trinité et Tobago
- Tunisie
- Uruguay
- Zimbabwe

## Tournoi principal

### Phase de poules
Classements

#### Poule A
| Rang | Pays           | J | V | N | D | Pm  | Pe  | Diff | Pts |
| ---- | -------------- | - | - | - | - | --- | --- | ---- | --- |
| 1    | Fidji          | 3 | 3 | 0 | 0 | 141 | 12  | +129 | 9   |
| 2    | Pays de Galles | 3 | 2 | 0 | 1 | 64  | 61  | +3   | 7   |
| 3    | Kenya          | 3 | 1 | 0 | 2 | 53  | 53  | 0    | 5   |
| 4    | Sri Lanka      | 3 | 0 | 0 | 3 | 12  | 144 | -132 | 3   |

| 28 mars 2014 19 h 30 UTC+08:00 | Kenya | 41 - 0 | Sri Lanka | Hong Kong Stadium, Hong Kong |
| 28 mars 2014 19 h 30 UTC+08:00 |       |        |           | Hong Kong Stadium, Hong Kong |
| 28 mars 2014 19 h 30 UTC+08:00 |       |        |           | Hong Kong Stadium, Hong Kong |

| 28 mars 2014 21 h 26 UTC+08:00 | Fidji | 42 - 7 | Pays de Galles | Hong Kong Stadium, Hong Kong |
| 28 mars 2014 21 h 26 UTC+08:00 |       |        |                | Hong Kong Stadium, Hong Kong |
| 28 mars 2014 21 h 26 UTC+08:00 |       |        |                | Hong Kong Stadium, Hong Kong |

| 29 mars 2014 13 h 24 UTC+08:00 | Fidji | 56 - 0 | Sri Lanka | Hong Kong Stadium, Hong Kong |
| 29 mars 2014 13 h 24 UTC+08:00 |       |        |           | Hong Kong Stadium, Hong Kong |
| 29 mars 2014 13 h 24 UTC+08:00 |       |        |           | Hong Kong Stadium, Hong Kong |

| 29 mars 2014 13 h 46 UTC+08:00 | Kenya | 7 - 10 | Pays de Galles | Hong Kong Stadium, Hong Kong |
| 29 mars 2014 13 h 46 UTC+08:00 |       |        |                | Hong Kong Stadium, Hong Kong |
| 29 mars 2014 13 h 46 UTC+08:00 |       |        |                | Hong Kong Stadium, Hong Kong |

| 29 mars 2014 16 h 20 UTC+08:00 | Pays de Galles | 47 - 12 | Sri Lanka | Hong Kong Stadium, Hong Kong |
| 29 mars 2014 16 h 20 UTC+08:00 |                |         |           | Hong Kong Stadium, Hong Kong |
| 29 mars 2014 16 h 20 UTC+08:00 |                |         |           | Hong Kong Stadium, Hong Kong |

| 29 mars 2014 19 h 16 UTC+08:00 | Fidji | 43 - 5 | Kenya | Hong Kong Stadium, Hong Kong |
| 29 mars 2014 19 h 16 UTC+08:00 |       |        |       | Hong Kong Stadium, Hong Kong |
| 29 mars 2014 19 h 16 UTC+08:00 |       |        |       | Hong Kong Stadium, Hong Kong |

#### Poule B
| Rang | Pays           | J | V | N | D | Pm | Pe | Diff | Pts |
| ---- | -------------- | - | - | - | - | -- | -- | ---- | --- |
| 1    | Australie      | 3 | 3 | 0 | 0 | 64 | 21 | +43  | 9   |
| 2    | Afrique du Sud | 2 | 2 | 0 | 0 | 60 | 31 | +29  | 7   |
| 3    | France         | 3 | 1 | 0 | 2 | 21 | 67 | -46  | 5   |
| 4    | Espagne        | 3 | 0 | 0 | 3 | 38 | 64 | -26  | 3   |

| 28 mars 2014 19 h 08 UTC+08:00 | Australie | 28 - 14 | Espagne | Hong Kong Stadium, Hong Kong |
| 28 mars 2014 19 h 08 UTC+08:00 |           |         |         | Hong Kong Stadium, Hong Kong |
| 28 mars 2014 19 h 08 UTC+08:00 |           |         |         | Hong Kong Stadium, Hong Kong |

| 29 mars 2014 21 h 04 UTC+08:00 | Afrique du Sud | 31 - 7 | France | Hong Kong Stadium, Hong Kong |
| 29 mars 2014 21 h 04 UTC+08:00 |                |        |        | Hong Kong Stadium, Hong Kong |
| 29 mars 2014 21 h 04 UTC+08:00 |                |        |        | Hong Kong Stadium, Hong Kong |

| 28 mars 2014 12 h 40 UTC+08:00 | Afrique du Sud | 22 - 14 | Espagne | Hong Kong Stadium, Hong Kong |
| 28 mars 2014 12 h 40 UTC+08:00 |                |         |         | Hong Kong Stadium, Hong Kong |
| 28 mars 2014 12 h 40 UTC+08:00 |                |         |         | Hong Kong Stadium, Hong Kong |

| 29 mars 2014 13 h 02 UTC+08:00 | Australie | 26 - 0 | France | Hong Kong Stadium, Hong Kong |
| 29 mars 2014 13 h 02 UTC+08:00 |           |        |        | Hong Kong Stadium, Hong Kong |
| 29 mars 2014 13 h 02 UTC+08:00 |           |        |        | Hong Kong Stadium, Hong Kong |

| 29 mars 2014 15 h 58 UTC+08:00 | France | 14 - 10 | Espagne | Hong Kong Stadium, Hong Kong |
| 29 mars 2014 15 h 58 UTC+08:00 |        |         |         | Hong Kong Stadium, Hong Kong |
| 29 mars 2014 15 h 58 UTC+08:00 |        |         |         | Hong Kong Stadium, Hong Kong |

| 29 mars 2014 18 h 54 UTC+08:00 | Afrique du Sud | 7 - 10 | Australie | Hong Kong Stadium, Hong Kong |
| 29 mars 2014 18 h 54 UTC+08:00 |                |        |           | Hong Kong Stadium, Hong Kong |
| 29 mars 2014 18 h 54 UTC+08:00 |                |        |           | Hong Kong Stadium, Hong Kong |

#### Poule C
| Rang | Pays       | J | V | N | D | Pm | Pe | Diff | Pts |
| ---- | ---------- | - | - | - | - | -- | -- | ---- | --- |
| 1    | Angleterre | 3 | 3 | 0 | 0 | 54 | 31 | +23  | 9   |
| 2    | Canada     | 2 | 1 | 0 | 1 | 61 | 28 | +33  | 7   |
| 3    | Argentine  | 2 | 1 | 0 | 1 | 38 | 40 | -2   | 5   |
| 4    | Portugal   | 3 | 0 | 0 | 3 | 21 | 75 | -54  | 3   |

| 28 mars 2014 18 h 46 UTC+08:00 | Canada | 35 - 7 | Portugal | Hong Kong Stadium, Hong Kong |
| 28 mars 2014 18 h 46 UTC+08:00 |        |        |          | Hong Kong Stadium, Hong Kong |
| 28 mars 2014 18 h 46 UTC+08:00 |        |        |          | Hong Kong Stadium, Hong Kong |

| 28 mars 2014 20 h 42 UTC+08:00 | Angleterre | 19 - 12 | Argentine | Hong Kong Stadium, Hong Kong |
| 28 mars 2014 20 h 42 UTC+08:00 |            |         |           | Hong Kong Stadium, Hong Kong |
| 28 mars 2014 20 h 42 UTC+08:00 |            |         |           | Hong Kong Stadium, Hong Kong |

| 29 mars 2014 11 h 56 UTC+08:00 | Angleterre | 21 - 7 | Portugal | Hong Kong Stadium, Hong Kong |
| 29 mars 2014 11 h 56 UTC+08:00 |            |        |          | Hong Kong Stadium, Hong Kong |
| 29 mars 2014 11 h 56 UTC+08:00 |            |        |          | Hong Kong Stadium, Hong Kong |

| 29 mars 2014 12 h 18 UTC+08:00 | Canada | 14 - 7 | Argentine | Hong Kong Stadium, Hong Kong |
| 29 mars 2014 12 h 18 UTC+08:00 |        |        |           | Hong Kong Stadium, Hong Kong |
| 29 mars 2014 12 h 18 UTC+08:00 |        |        |           | Hong Kong Stadium, Hong Kong |

| 29 mars 2014 15 h 36 UTC+08:00 | Argentine | 19 - 7 | Portugal | Hong Kong Stadium, Hong Kong |
| 29 mars 2014 15 h 36 UTC+08:00 |           |        |          | Hong Kong Stadium, Hong Kong |
| 29 mars 2014 15 h 36 UTC+08:00 |           |        |          | Hong Kong Stadium, Hong Kong |

| 29 mars 2014 18 h 32 UTC+08:00 | Angleterre | 14 - 12 | Canada | Hong Kong Stadium, Hong Kong |
| 29 mars 2014 18 h 32 UTC+08:00 |            |         |        | Hong Kong Stadium, Hong Kong |
| 29 mars 2014 18 h 32 UTC+08:00 |            |         |        | Hong Kong Stadium, Hong Kong |

#### Poule D
| Rang | Pays             | J | V | N | D | Pm | Pe | Diff | Pts |
| ---- | ---------------- | - | - | - | - | -- | -- | ---- | --- |
| 1    | Nouvelle-Zélande | 3 | 3 | 0 | 0 | 76 | 14 | +62  | 9   |
| 2    | États-Unis       | 3 | 1 | 0 | 2 | 43 | 44 | -1   | 5   |
| 3    | Samoa            | 3 | 1 | 0 | 2 | 38 | 66 | -28  | 5   |
| 4    | Écosse           | 3 | 1 | 0 | 2 | 29 | 62 | -33  | 5   |

| 28 mars 2014 18 h 24 UTC+08:00 | États-Unis | 26 - 12 | Samoa | Hong Kong Stadium, Hong Kong |
| 28 mars 2014 18 h 24 UTC+08:00 |            |         |       | Hong Kong Stadium, Hong Kong |
| 28 mars 2014 18 h 24 UTC+08:00 |            |         |       | Hong Kong Stadium, Hong Kong |

| 28 mars 2014 20 h 20 UTC+08:00 | Nouvelle-Zélande | 33 - 0 | Écosse | Hong Kong Stadium, Hong Kong |
| 28 mars 2014 20 h 20 UTC+08:00 |                  |        |        | Hong Kong Stadium, Hong Kong |
| 28 mars 2014 20 h 20 UTC+08:00 |                  |        |        | Hong Kong Stadium, Hong Kong |

| 29 mars 2014 11 h 12 UTC+08:00 | Nouvelle-Zélande | 26 - 7 | Samoa | Hong Kong Stadium, Hong Kong |
| 29 mars 2014 11 h 12 UTC+08:00 |                  |        |       | Hong Kong Stadium, Hong Kong |
| 29 mars 2014 11 h 12 UTC+08:00 |                  |        |       | Hong Kong Stadium, Hong Kong |

| 29 mars 2014 11 h 34 UTC+08:00 | États-Unis | 10 - 15 | Écosse | Hong Kong Stadium, Hong Kong |
| 29 mars 2014 11 h 34 UTC+08:00 |            |         |        | Hong Kong Stadium, Hong Kong |
| 29 mars 2014 11 h 34 UTC+08:00 |            |         |        | Hong Kong Stadium, Hong Kong |

| 29 mars 2014 15 h 14 UTC+08:00 | Écosse | 14 - 19 | Samoa | Hong Kong Stadium, Hong Kong |
| 29 mars 2014 15 h 14 UTC+08:00 |        |         |       | Hong Kong Stadium, Hong Kong |
| 29 mars 2014 15 h 14 UTC+08:00 |        |         |       | Hong Kong Stadium, Hong Kong |

| 29 mars 2014 18 h 10 UTC+08:00 | Nouvelle-Zélande | 17 - 7 | États-Unis | Hong Kong Stadium, Hong Kong |
| 29 mars 2014 18 h 10 UTC+08:00 |                  |        |            | Hong Kong Stadium, Hong Kong |
| 29 mars 2014 18 h 10 UTC+08:00 |                  |        |            | Hong Kong Stadium, Hong Kong |

### Phase finale
Résultats de la phase finale 

#### Tournois principaux

##### Cup
|  | Quarts de finale               | Quarts de finale               |                                |                                | Demi-finales                   | Demi-finales                   |   |  | Finale                         | Finale                         |
|  | Quarts de finale               | Quarts de finale               |                                |                                | Demi-finales                   | Demi-finales                   |   |  | Finale                         | Finale                         |
|  |                                |                                |                                |                                |                                |                                |   |  |                                |                                |
|  | 30 mars 2014 - 11:28 UTC+08:00 | 30 mars 2014 - 11:28 UTC+08:00 |                                |                                | 30 mars 2014 - 15:52 UTC+08:00 | 30 mars 2014 - 15:52 UTC+08:00 |   |  | 30 mars 2014 - 19:00 UTC+08:00 | 30 mars 2014 - 19:00 UTC+08:00 |
|  | 30 mars 2014 - 11:28 UTC+08:00 | 30 mars 2014 - 11:28 UTC+08:00 |                                |                                | 30 mars 2014 - 15:52 UTC+08:00 | 30 mars 2014 - 15:52 UTC+08:00 |   |  | 30 mars 2014 - 19:00 UTC+08:00 | 30 mars 2014 - 19:00 UTC+08:00 |
|  | Fidji                          | 17                             |                                |                                | 30 mars 2014 - 15:52 UTC+08:00 | 30 mars 2014 - 15:52 UTC+08:00 |   |  | 30 mars 2014 - 19:00 UTC+08:00 | 30 mars 2014 - 19:00 UTC+08:00 |
|  | Fidji                          | 17                             |                                |                                | 30 mars 2014 - 15:52 UTC+08:00 | 30 mars 2014 - 15:52 UTC+08:00 |   |  | 30 mars 2014 - 19:00 UTC+08:00 | 30 mars 2014 - 19:00 UTC+08:00 |
|  | États-Unis                     | 5                              |                                |                                | 30 mars 2014 - 15:52 UTC+08:00 | 30 mars 2014 - 15:52 UTC+08:00 |   |  | 30 mars 2014 - 19:00 UTC+08:00 | 30 mars 2014 - 19:00 UTC+08:00 |
|  | États-Unis                     | 5                              | Fidji                          | 7                              |                                |                                |   |  | 30 mars 2014 - 19:00 UTC+08:00 | 30 mars 2014 - 19:00 UTC+08:00 |
|  | 30 mars 2014 - 11:50 UTC+08:00 |                                | Fidji                          | 7                              |                                |                                |   |  | 30 mars 2014 - 19:00 UTC+08:00 | 30 mars 2014 - 19:00 UTC+08:00 |
|  |                                | Angleterre                     | 17                             |                                |                                |                                |   |  | 30 mars 2014 - 19:00 UTC+08:00 | 30 mars 2014 - 19:00 UTC+08:00 |
|  | Angleterre                     | Angleterre                     | 17                             | 14                             |                                |                                |   |  | 30 mars 2014 - 19:00 UTC+08:00 | 30 mars 2014 - 19:00 UTC+08:00 |
|  | Angleterre                     |                                |                                | 14                             |                                |                                |   |  | 30 mars 2014 - 19:00 UTC+08:00 | 30 mars 2014 - 19:00 UTC+08:00 |
|  | Afrique du Sud                 | 7                              |                                |                                |                                |                                |   |  | 30 mars 2014 - 19:00 UTC+08:00 | 30 mars 2014 - 19:00 UTC+08:00 |
|  | Afrique du Sud                 | 7                              | Angleterre                     | 7                              |                                |                                |   |  |                                |                                |
|  | 30 mars 2014 - 12:12 UTC+08:00 |                                | Angleterre                     | 7                              |                                |                                |   |  |                                |                                |
|  |                                | Nouvelle-Zélande               | 26                             |                                |                                |                                |   |  |                                |                                |
|  | Nouvelle-Zélande               | Nouvelle-Zélande               | 26                             | 28                             |                                |                                |   |  |                                |                                |
|  | Nouvelle-Zélande               | 30 mars 2014 - 16:14 UTC+08:00 |                                | 28                             |                                |                                |   |  |                                |                                |
|  | Pays de Galles                 | 5                              |                                |                                |                                |                                |   |  |                                |                                |
|  | Pays de Galles                 | 5                              | Nouvelle-Zélande               | 19                             |                                |                                |   |  |                                |                                |
|  | 30 mars 2014 - 12:34 UTC+08:00 | 30 mars 2014 - 12:34 UTC+08:00 | Nouvelle-Zélande               | 19                             | Match pour la 3e place         | Match pour la 3e place         |   |  |                                |                                |
|  | 30 mars 2014 - 12:34 UTC+08:00 | 30 mars 2014 - 12:34 UTC+08:00 |                                | Australie                      | Match pour la 3e place         | Match pour la 3e place         | 7 |  |                                |                                |
|  | Australie                      | 14                             | 30 mars 2014 - 18:25 UTC+08:00 | 30 mars 2014 - 18:25 UTC+08:00 |                                |                                | 7 |  |                                |                                |
|  | Australie                      | 14                             | 30 mars 2014 - 18:25 UTC+08:00 | 30 mars 2014 - 18:25 UTC+08:00 |                                |                                |   |  |                                |                                |
|  | Canada                         | 12                             |                                | Fidji                          | 21                             |                                |   |  |                                |                                |
|  | Canada                         | 12                             |                                | Fidji                          | 21                             |                                |   |  |                                |                                |
|  |                                |                                |                                |                                |                                |                                |   |  | Australie                      | 12                             |
|  |                                |                                |                                |                                |                                |                                |   |  | Australie                      | 12                             |

##### Bowl
|  | Quarts de finale               | Quarts de finale               |        |    | Demi-finales                   | Demi-finales                   |  |  | Finale                         | Finale                         |
|  | Quarts de finale               | Quarts de finale               |        |    | Demi-finales                   | Demi-finales                   |  |  | Finale                         | Finale                         |
|  |                                |                                |        |    |                                |                                |  |  |                                |                                |
|  | 30 mars 2014 - 10:00 UTC+08:00 | 30 mars 2014 - 10:00 UTC+08:00 |        |    | 30 mars 2014 - 14:24 UTC+08:00 | 30 mars 2014 - 14:24 UTC+08:00 |  |  | 30 mars 2014 - 17:30 UTC+08:00 | 30 mars 2014 - 17:30 UTC+08:00 |
|  | 30 mars 2014 - 10:00 UTC+08:00 | 30 mars 2014 - 10:00 UTC+08:00 |        |    | 30 mars 2014 - 14:24 UTC+08:00 | 30 mars 2014 - 14:24 UTC+08:00 |  |  | 30 mars 2014 - 17:30 UTC+08:00 | 30 mars 2014 - 17:30 UTC+08:00 |
|  | Kenya                          | 12                             |        |    | 30 mars 2014 - 14:24 UTC+08:00 | 30 mars 2014 - 14:24 UTC+08:00 |  |  | 30 mars 2014 - 17:30 UTC+08:00 | 30 mars 2014 - 17:30 UTC+08:00 |
|  | Kenya                          | 12                             |        |    | 30 mars 2014 - 14:24 UTC+08:00 | 30 mars 2014 - 14:24 UTC+08:00 |  |  | 30 mars 2014 - 17:30 UTC+08:00 | 30 mars 2014 - 17:30 UTC+08:00 |
|  | Écosse                         | 26                             |        |    | 30 mars 2014 - 14:24 UTC+08:00 | 30 mars 2014 - 14:24 UTC+08:00 |  |  | 30 mars 2014 - 17:30 UTC+08:00 | 30 mars 2014 - 17:30 UTC+08:00 |
|  | Écosse                         | 26                             | Écosse | 24 |                                |                                |  |  | 30 mars 2014 - 17:30 UTC+08:00 | 30 mars 2014 - 17:30 UTC+08:00 |
|  | 30 mars 2014 - 10:22 UTC+08:00 |                                | Écosse | 24 |                                |                                |  |  | 30 mars 2014 - 17:30 UTC+08:00 | 30 mars 2014 - 17:30 UTC+08:00 |
|  |                                | Argentine                      | 12     |    |                                |                                |  |  | 30 mars 2014 - 17:30 UTC+08:00 | 30 mars 2014 - 17:30 UTC+08:00 |
|  | Argentine                      | Argentine                      | 12     | 7  |                                |                                |  |  | 30 mars 2014 - 17:30 UTC+08:00 | 30 mars 2014 - 17:30 UTC+08:00 |
|  | Argentine                      |                                |        | 7  |                                |                                |  |  | 30 mars 2014 - 17:30 UTC+08:00 | 30 mars 2014 - 17:30 UTC+08:00 |
|  | Espagne                        | 5                              |        |    |                                |                                |  |  | 30 mars 2014 - 17:30 UTC+08:00 | 30 mars 2014 - 17:30 UTC+08:00 |
|  | Espagne                        | 5                              | Écosse | 31 |                                |                                |  |  |                                |                                |
|  | 30 mars 2014 - 10:44 UTC+08:00 |                                | Écosse | 31 |                                |                                |  |  |                                |                                |
|  |                                | France                         | 5      |    |                                |                                |  |  |                                |                                |
|  | Samoa                          | France                         | 5      | 33 |                                |                                |  |  |                                |                                |
|  | Samoa                          | 30 mars 2014 - 14:46 UTC+08:00 |        | 33 |                                |                                |  |  |                                |                                |
|  | Sri Lanka                      | 14                             |        |    |                                |                                |  |  |                                |                                |
|  | Sri Lanka                      | 14                             | Samoa  | 5  |                                |                                |  |  |                                |                                |
|  | 30 mars 2014 - 11:06 UTC+08:00 |                                | Samoa  | 5  |                                |                                |  |  |                                |                                |
|  |                                | France                         | 38     |    |                                |                                |  |  |                                |                                |
|  | France                         | France                         | 38     | 19 |                                |                                |  |  |                                |                                |
|  | France                         |                                |        | 19 |                                |                                |  |  |                                |                                |
|  | Portugal                       | 14                             |        |    |                                |                                |  |  |                                |                                |
|  | Portugal                       | 14                             |        |    |                                |                                |  |  |                                |                                |

#### Matchs de classement

##### Plate
|  | Demi-finales                   | Demi-finales                   |                |    | Finale                         | Finale                         |
|  | Demi-finales                   | Demi-finales                   |                |    | Finale                         | Finale                         |
|  |                                |                                |                |    |                                |                                |
|  | 30 mars 2014 - 15:08 UTC+08:00 | 30 mars 2014 - 15:08 UTC+08:00 |                |    | 30 mars 2014 - 17:55 UTC+08:00 | 30 mars 2014 - 17:55 UTC+08:00 |
|  | 30 mars 2014 - 15:08 UTC+08:00 | 30 mars 2014 - 15:08 UTC+08:00 |                |    | 30 mars 2014 - 17:55 UTC+08:00 | 30 mars 2014 - 17:55 UTC+08:00 |
|  | États-Unis                     | 19                             |                |    | 30 mars 2014 - 17:55 UTC+08:00 | 30 mars 2014 - 17:55 UTC+08:00 |
|  | États-Unis                     | 19                             |                |    | 30 mars 2014 - 17:55 UTC+08:00 | 30 mars 2014 - 17:55 UTC+08:00 |
|  | Afrique du Sud                 | 24                             |                |    | 30 mars 2014 - 17:55 UTC+08:00 | 30 mars 2014 - 17:55 UTC+08:00 |
|  | Afrique du Sud                 | 24                             | Afrique du Sud | 19 |                                |                                |
|  | 30 mars 2014 - 15:30 UTC+08:00 |                                | Afrique du Sud | 19 |                                |                                |
|  |                                | Pays de Galles                 | 14             |    |                                |                                |
|  | Pays de Galles                 | Pays de Galles                 | 14             | 31 |                                |                                |
|  | Pays de Galles                 |                                |                | 31 |                                |                                |
|  | Canada                         | 14                             |                |    |                                |                                |
|  | Canada                         | 14                             |                |    |                                |                                |

##### Shield
|  | Demi-finales                   | Demi-finales                   |       |    | Finale                         | Finale                         |
|  | Demi-finales                   | Demi-finales                   |       |    | Finale                         | Finale                         |
|  |                                |                                |       |    |                                |                                |
|  | 30 mars 2014 - 13:40 UTC+08:00 | 30 mars 2014 - 13:40 UTC+08:00 |       |    | 30 mars 2014 - 17:05 UTC+08:00 | 30 mars 2014 - 17:05 UTC+08:00 |
|  | 30 mars 2014 - 13:40 UTC+08:00 | 30 mars 2014 - 13:40 UTC+08:00 |       |    | 30 mars 2014 - 17:05 UTC+08:00 | 30 mars 2014 - 17:05 UTC+08:00 |
|  | Kenya                          | 12                             |       |    | 30 mars 2014 - 17:05 UTC+08:00 | 30 mars 2014 - 17:05 UTC+08:00 |
|  | Kenya                          | 12                             |       |    | 30 mars 2014 - 17:05 UTC+08:00 | 30 mars 2014 - 17:05 UTC+08:00 |
|  | Espagne                        | 7                              |       |    | 30 mars 2014 - 17:05 UTC+08:00 | 30 mars 2014 - 17:05 UTC+08:00 |
|  | Espagne                        | 7                              | Kenya | 17 |                                |                                |
|  | 30 mars 2014 - 14:02 UTC+08:00 |                                | Kenya | 17 |                                |                                |
|  |                                | Portugal                       | 10    |    |                                |                                |
|  | Sri Lanka                      | Portugal                       | 10    | 19 |                                |                                |
|  | Sri Lanka                      |                                |       | 19 |                                |                                |
|  | Portugal                       | 24                             |       |    |                                |                                |
|  | Portugal                       | 24                             |       |    |                                |                                |

## Tournoi de qualification
Résultats 
|  | Qualifiés pour le tournoi final |
|  | Matches de classement           |

### Phase de poules

#### Poule E
| Rang | Pays     | J | V | N | D | Pm | Pe  | Diff | Pts |
| ---- | -------- | - | - | - | - | -- | --- | ---- | --- |
| 1    | Zimbabwe | 3 | 3 | 0 | 0 | 82 | 24  | +58  | 9   |
| 2    | Russie   | 3 | 2 | 0 | 1 | 69 | 32  | +37  | 7   |
| 3    | Chili    | 3 | 1 | 0 | 2 | 50 | 38  | +12  | 5   |
| 4    | Barbade  | 3 | 0 | 0 | 3 | 15 | 123 | -108 | 3   |

| 28 mars 2014 15 h 28 UTC+08:00 | Russie | 19 - 17 | Chili | Hong Kong Stadium, Hong Kong |
| 28 mars 2014 15 h 28 UTC+08:00 |        |         |       | Hong Kong Stadium, Hong Kong |
| 28 mars 2014 15 h 28 UTC+08:00 |        |         |       | Hong Kong Stadium, Hong Kong |

| 28 mars 2014 15 h 50 UTC+08:00 | Zimbabwe | 49 - 5 | Barbade | Hong Kong Stadium, Hong Kong |
| 28 mars 2014 15 h 50 UTC+08:00 |          |        |         | Hong Kong Stadium, Hong Kong |
| 28 mars 2014 15 h 50 UTC+08:00 |          |        |         | Hong Kong Stadium, Hong Kong |

| 28 mars 2014 17 h 40 UTC+08:00 | Russie | 45 - 10 | Barbade | Hong Kong Stadium, Hong Kong |
| 28 mars 2014 17 h 40 UTC+08:00 |        |         |         | Hong Kong Stadium, Hong Kong |
| 28 mars 2014 17 h 40 UTC+08:00 |        |         |         | Hong Kong Stadium, Hong Kong |

| 28 mars 2014 18 h 02 UTC+08:00 | Zimbabwe | 19 - 14 | Chili | Hong Kong Stadium, Hong Kong |
| 28 mars 2014 18 h 02 UTC+08:00 |          |         |       | Hong Kong Stadium, Hong Kong |
| 28 mars 2014 18 h 02 UTC+08:00 |          |         |       | Hong Kong Stadium, Hong Kong |

| 29 mars 2014 9 h 44 UTC+08:00 | Chili | 29 - 0 | Barbade | Hong Kong Stadium, Hong Kong |
| 29 mars 2014 9 h 44 UTC+08:00 |       |        |         | Hong Kong Stadium, Hong Kong |
| 29 mars 2014 9 h 44 UTC+08:00 |       |        |         | Hong Kong Stadium, Hong Kong |

| 29 mars 2014 10 h 50 UTC+08:00 | Russie | 5 - 14 | Zimbabwe | Hong Kong Stadium, Hong Kong |
| 29 mars 2014 10 h 50 UTC+08:00 |        |        |          | Hong Kong Stadium, Hong Kong |
| 29 mars 2014 10 h 50 UTC+08:00 |        |        |          | Hong Kong Stadium, Hong Kong |

#### Poule F
| Rang | Pays              | J | V | N | D | Pm | Pe | Diff | Pts |
| ---- | ----------------- | - | - | - | - | -- | -- | ---- | --- |
| 1    | Hong Kong         | 3 | 3 | 0 | 0 | 76 | 14 | +62  | 9   |
| 2    | Italie            | 3 | 2 | 0 | 1 | 48 | 43 | +5   | 7   |
| 3    | Tunisie           | 3 | 1 | 0 | 2 | 33 | 41 | -8   | 5   |
| 4    | Samoa américaines | 3 | 0 | 0 | 3 | 24 | 83 | -59  | 3   |

| 28 mars 2014 14 h 44 UTC+08:00 | Hong Kong | 19 - 7 | Tunisie | Hong Kong Stadium, Hong Kong |
| 28 mars 2014 14 h 44 UTC+08:00 |           |        |         | Hong Kong Stadium, Hong Kong |
| 28 mars 2014 14 h 44 UTC+08:00 |           |        |         | Hong Kong Stadium, Hong Kong |

| 28 mars 2014 15 h 06 UTC+08:00 | Italie | 31 - 12 | Samoa américaines | Hong Kong Stadium, Hong Kong |
| 28 mars 2014 15 h 06 UTC+08:00 |        |         |                   | Hong Kong Stadium, Hong Kong |
| 28 mars 2014 15 h 06 UTC+08:00 |        |         |                   | Hong Kong Stadium, Hong Kong |

| 28 mars 2014 16 h 56 UTC+08:00 | Hong Kong | 38 - 7 | Samoa américaines | Hong Kong Stadium, Hong Kong |
| 28 mars 2014 16 h 56 UTC+08:00 |           |        |                   | Hong Kong Stadium, Hong Kong |
| 28 mars 2014 16 h 56 UTC+08:00 |           |        |                   | Hong Kong Stadium, Hong Kong |

| 28 mars 2014 17 h 18 UTC+08:00 | Italie | 17 - 12 | Tunisie | Hong Kong Stadium, Hong Kong |
| 28 mars 2014 17 h 18 UTC+08:00 |        |         |         | Hong Kong Stadium, Hong Kong |
| 28 mars 2014 17 h 18 UTC+08:00 |        |         |         | Hong Kong Stadium, Hong Kong |

| 29 mars 2014 9 h 22 UTC+08:00 | Tunisie | 14 - 5 | Samoa américaines | Hong Kong Stadium, Hong Kong |
| 29 mars 2014 9 h 22 UTC+08:00 |         |        |                   | Hong Kong Stadium, Hong Kong |
| 29 mars 2014 9 h 22 UTC+08:00 |         |        |                   | Hong Kong Stadium, Hong Kong |

| 29 mars 2014 10 h 28 UTC+08:00 | Hong Kong | 19 - 0 | Italie | Hong Kong Stadium, Hong Kong |
| 29 mars 2014 10 h 28 UTC+08:00 |           |        |        | Hong Kong Stadium, Hong Kong |
| 29 mars 2014 10 h 28 UTC+08:00 |           |        |        | Hong Kong Stadium, Hong Kong |

#### Poule G
| Rang | Pays              | J | V | N | D | Pm | Pe | Diff | Pts |
| ---- | ----------------- | - | - | - | - | -- | -- | ---- | --- |
| 1    | Japon             | 3 | 3 | 0 | 0 | 91 | 7  | +84  | 9   |
| 2    | Uruguay           | 3 | 2 | 0 | 1 | 59 | 34 | +25  | 7   |
| 3    | Îles Cook         | 3 | 1 | 0 | 2 | 33 | 66 | -33  | 5   |
| 4    | Trinité et Tobago | 3 | 0 | 0 | 3 | 12 | 88 | -76  | 3   |

| 28 mars 2014 14 h 00 UTC+08:00 | Japon | 24 - 0 | Uruguay | Hong Kong Stadium, Hong Kong |
| 28 mars 2014 14 h 00 UTC+08:00 |       |        |         | Hong Kong Stadium, Hong Kong |
| 28 mars 2014 14 h 00 UTC+08:00 |       |        |         | Hong Kong Stadium, Hong Kong |

| 28 mars 2014 14 h 22 UTC+08:00 | Îles Cook | 21 - 7 | Trinité et Tobago | Hong Kong Stadium, Hong Kong |
| 28 mars 2014 14 h 22 UTC+08:00 |           |        |                   | Hong Kong Stadium, Hong Kong |
| 28 mars 2014 14 h 22 UTC+08:00 |           |        |                   | Hong Kong Stadium, Hong Kong |

| 28 mars 2014 16 h 12 UTC+08:00 | Japon | 41 - 0 | Trinité et Tobago | Hong Kong Stadium, Hong Kong |
| 28 mars 2014 16 h 12 UTC+08:00 |       |        |                   | Hong Kong Stadium, Hong Kong |
| 28 mars 2014 16 h 12 UTC+08:00 |       |        |                   | Hong Kong Stadium, Hong Kong |

| 28 mars 2014 16 h 34 UTC+08:00 | Îles Cook | 5 - 31 | Uruguay | Hong Kong Stadium, Hong Kong |
| 28 mars 2014 16 h 34 UTC+08:00 |           |        |         | Hong Kong Stadium, Hong Kong |
| 28 mars 2014 16 h 34 UTC+08:00 |           |        |         | Hong Kong Stadium, Hong Kong |

| 29 mars 2014 9 h 00 UTC+08:00 | Uruguay | 28 - 5 | Trinité et Tobago | Hong Kong Stadium, Hong Kong |
| 29 mars 2014 9 h 00 UTC+08:00 |         |        |                   | Hong Kong Stadium, Hong Kong |
| 29 mars 2014 9 h 00 UTC+08:00 |         |        |                   | Hong Kong Stadium, Hong Kong |

| 29 mars 2014 10 h 06 UTC+08:00 | Japon | 26 - 7 | Îles Cook | Hong Kong Stadium, Hong Kong |
| 29 mars 2014 10 h 06 UTC+08:00 |       |        |           | Hong Kong Stadium, Hong Kong |
| 29 mars 2014 10 h 06 UTC+08:00 |       |        |           | Hong Kong Stadium, Hong Kong |

### Tournoi qualificatif
|  | Quarts de finale               | Quarts de finale               |        |    | Demi-finales                   | Demi-finales                   |  |  | Finale                         | Finale                         |
|  | Quarts de finale               | Quarts de finale               |        |    | Demi-finales                   | Demi-finales                   |  |  | Finale                         | Finale                         |
|  |                                |                                |        |    |                                |                                |  |  |                                |                                |
|  | 29 mars 2014 - 16:42 UTC+08:00 | 29 mars 2014 - 16:42 UTC+08:00 |        |    | 30 mars 2014 - 12:56 UTC+08:00 | 30 mars 2014 - 12:56 UTC+08:00 |  |  | 30 mars 2014 - 16:36 UTC+08:00 | 30 mars 2014 - 16:36 UTC+08:00 |
|  | 29 mars 2014 - 16:42 UTC+08:00 | 29 mars 2014 - 16:42 UTC+08:00 |        |    | 30 mars 2014 - 12:56 UTC+08:00 | 30 mars 2014 - 12:56 UTC+08:00 |  |  | 30 mars 2014 - 16:36 UTC+08:00 | 30 mars 2014 - 16:36 UTC+08:00 |
|  | Japon                          | 38                             |        |    | 30 mars 2014 - 12:56 UTC+08:00 | 30 mars 2014 - 12:56 UTC+08:00 |  |  | 30 mars 2014 - 16:36 UTC+08:00 | 30 mars 2014 - 16:36 UTC+08:00 |
|  | Japon                          | 38                             |        |    | 30 mars 2014 - 12:56 UTC+08:00 | 30 mars 2014 - 12:56 UTC+08:00 |  |  | 30 mars 2014 - 16:36 UTC+08:00 | 30 mars 2014 - 16:36 UTC+08:00 |
|  | Tunisie                        | 7                              |        |    | 30 mars 2014 - 12:56 UTC+08:00 | 30 mars 2014 - 12:56 UTC+08:00 |  |  | 30 mars 2014 - 16:36 UTC+08:00 | 30 mars 2014 - 16:36 UTC+08:00 |
|  | Tunisie                        | 7                              | Japon  | 19 |                                |                                |  |  | 30 mars 2014 - 16:36 UTC+08:00 | 30 mars 2014 - 16:36 UTC+08:00 |
|  | 29 mars 2014 - 17:04 UTC+08:00 |                                | Japon  | 19 |                                |                                |  |  | 30 mars 2014 - 16:36 UTC+08:00 | 30 mars 2014 - 16:36 UTC+08:00 |
|  |                                | Russie                         | 14     |    |                                |                                |  |  | 30 mars 2014 - 16:36 UTC+08:00 | 30 mars 2014 - 16:36 UTC+08:00 |
|  | Russie                         | Russie                         | 14     | 21 |                                |                                |  |  | 30 mars 2014 - 16:36 UTC+08:00 | 30 mars 2014 - 16:36 UTC+08:00 |
|  | Russie                         |                                |        | 21 |                                |                                |  |  | 30 mars 2014 - 16:36 UTC+08:00 | 30 mars 2014 - 16:36 UTC+08:00 |
|  | Uruguay                        | 14                             |        |    |                                |                                |  |  | 30 mars 2014 - 16:36 UTC+08:00 | 30 mars 2014 - 16:36 UTC+08:00 |
|  | Uruguay                        | 14                             | Japon  | 26 |                                |                                |  |  |                                |                                |
|  | 29 mars 2014 - 17:26 UTC+08:00 |                                | Japon  | 26 |                                |                                |  |  |                                |                                |
|  |                                | Italie                         | 5      |    |                                |                                |  |  |                                |                                |
|  | Zimbabwe                       | Italie                         | 5      | 12 |                                |                                |  |  |                                |                                |
|  | Zimbabwe                       | 30 mars 2014 - 13:18 UTC+08:00 |        | 12 |                                |                                |  |  |                                |                                |
|  | Italie                         | 17                             |        |    |                                |                                |  |  |                                |                                |
|  | Italie                         | 17                             | Italie | 12 |                                |                                |  |  |                                |                                |
|  | 29 mars 2014 - 17:48 UTC+08:00 |                                | Italie | 12 |                                |                                |  |  |                                |                                |
|  |                                | Hong Kong                      | 0      |    |                                |                                |  |  |                                |                                |
|  | Hong Kong                      | Hong Kong                      | 0      | 10 |                                |                                |  |  |                                |                                |
|  | Hong Kong                      |                                |        | 10 |                                |                                |  |  |                                |                                |
|  | Chili                          | 7                              |        |    |                                |                                |  |  |                                |                                |
|  | Chili                          | 7                              |        |    |                                |                                |  |  |                                |                                |

## Bilan
Statistiques sportives 
- Meilleur marqueur d'essais du tournoi :  Samisoni Viriviri (7 essais)
- Meilleur réalisateur du tournoi :  Gillies Kaka (48 points)

Affluences